# المعهد الأمريكي للخرسانة
المعهد الأمريكي للخرسانة (بالإنجليزية: The American Concrete Institute)‏ (واختصاره ACI ) هو مؤسسة مجتمعية علمية غير ربحية و منظمة المعايير الهندسية في تكنولوجيا الخرسانة. تم تأسيس المعهد في يناير سنة 1905، وهو يقع حالياً في فارمنغتون هيلز، ميشيغان، الولايات المتحدة. هدف المعهد هو تطوير واستخدام الأساليب العلمية الحديثة في تكنولوجيا تصنيع الخرسانة واستخدامتها.

## تاريخ المعهد
قلة معايير في تصنيع المكعبات الخرسانية أدت إلي نتيجة سلبية في الإنشاءات. في عام 1905 تم إنشاء المعهد بعد ما تم طرح فكرة إنشائه بواسطة تشارلز سي براون في سبتمبر 1904 ليقوم بتنظيم والإشراف علي معايير الصناعة، وتم انتخاب ريتشارد همفري كأول رئيس للمعهد.

## إيه سي أي (ACI 318)
كود إيه سي أي(ACI 318) لتشييد الخرسانة يعطي أدنى المتطلبات اللازمة لأمن وسلامة المنشأت الخرسانية، ولصحة الأفراد. تم طرح هذا الكود عن طريق المعهد.

## الخرسانة عالمياً
الخرسانة العالمية هي اسم مجلة ينشرها المعهد كل عام. وهي مجلة تختص بالأبحاث العلمية حول الخرسانة ويتم إدراج هذة الأبحاث في صفحات المجلة.

## منح
تُمنح ميدالية واسن لأحسن ورقة يحثية كل عام منذ 1917 لمؤلفين الأوراق البحثية الخاصة بالمعهد، ومن أمثال الفائزين هم:
- 1922: هارولد ويستجارد.
- 1927: ابرهام بورطن.
- 1933: تشارلز ويتني.
- 1936:هاردي كروس.